# Karas (sous-marin)
Pour les articles homonymes, voir Karas (homonymie).
Le Karas était un sous-marin russe, le deuxième navire d’une série de trois sous-marins construits entre 1904 et 1906 en Allemagne dans le cadre du projet « E ». Ces sous-marins étaient construits d’après les plans de l’ingénieur franco-espagnol Raimundo Lorenzo de Equevilley Montjustín.

## Historique
Le deuxième sous-marin allemand de type « E » a été mis en chantier en mai-juin 1904 au chantier naval Deutsche Werft AG à Kiel, en Allemagne, sous le numéro de chantier 110. Le navire a été lancé le 30 mai 1906. Du 2 novembre 1906 à septembre 1907, il subit des essais d'acceptation. Le sous-marin est entré en service le 10 septembre, à condition qu’une longue liste de défauts soient éliminés en Russie aux frais de la partie allemande. En octobre 1907, le bateau arrive à Libau en Lettonie. Au cours de l’hiver 1906-1907, le sous-marin a été baptisé Karas. Le 23 octobre 1907, lors d’une plongée d’essai, le bateau a subi une voie d'eau dans ses moteurs à essence et s’est posé sur le fond marin à une profondeur de 30 mètres. De l’eau de mer ayant pénétré dans les batteries, un dégagement de vapeur de chlore s’est produit. Après avoir détaché les plombs de sécurité, le bateau a réussi à faire surface et les hommes peuvent sortir sur le pont respirer de l’air frais. Il n’y a pas eu de victimes,.
Du 22 avril au 4 mai 1908, le sous-marin a été livré par chemin de fer à Sébastopol, où il a fait partie de la division sous-marine de la flotte de la mer Noire et a été utilisé par le détachement d’entraînement sous-marin.
Le 13 septembre 1910, le sous-marin Karas est entré en collision avec le bateau à vapeur Sinop, revenant du quai Grafskaya avec des provisions. Le bateau a coulé et un marin est mort.
En 1911, deux tubes lance-torpilles du système Drzewiecki ont été installés sur le bateau, l’un des ballasts de la coque intérieure rigide a été adapté pour y souffler de l’air à haute pression.
Jusqu’en 1917, le bateau a servi dans la flotte de la mer Noire. Il a participé à la Première Guerre mondiale, patrouillant sur les côtes de la Crimée.
En 1918, il a été capturé par les forces de la Triple-Entente. Il a été coulé le 26 avril 1919 près de Sébastopol.

## Commandants
- 1907 à 1909 : Lieutenant Mikhaïl Babitsyne
- 1909 à 1911 : Lieutenant Lev Fanshaw
- 1911 à ? : Lieutenant Mikhaïl Parutsky
- 1915 : Lieutenant Nikolaï Alexandrovitch Zarubin